# Eresia margaretha
Eresia margaretha is een vlinder uit de familie Nymphalidae. De wetenschappelijke naam van de soort is voor het eerst geldig gepubliceerd in 1872 door William Chapman Hewitson.